# Obelerio Antenoreo

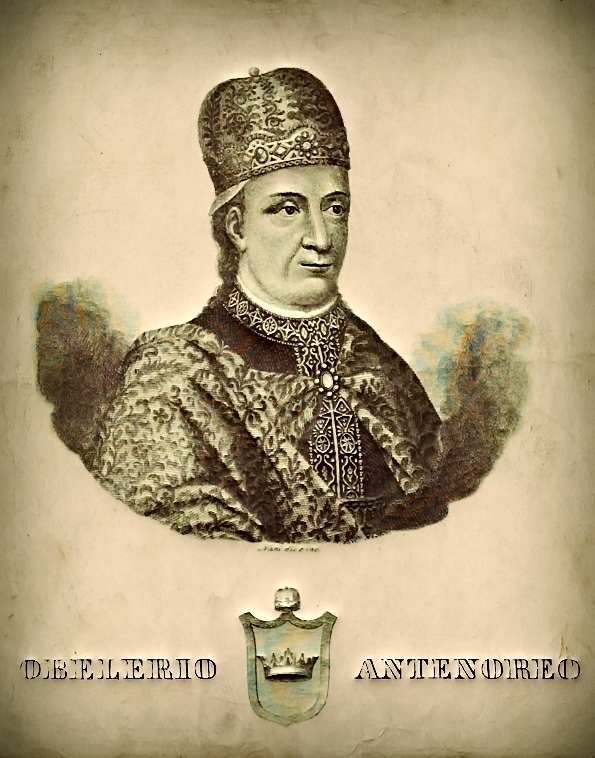
Obelerio degli Antenori, doge van Venetië

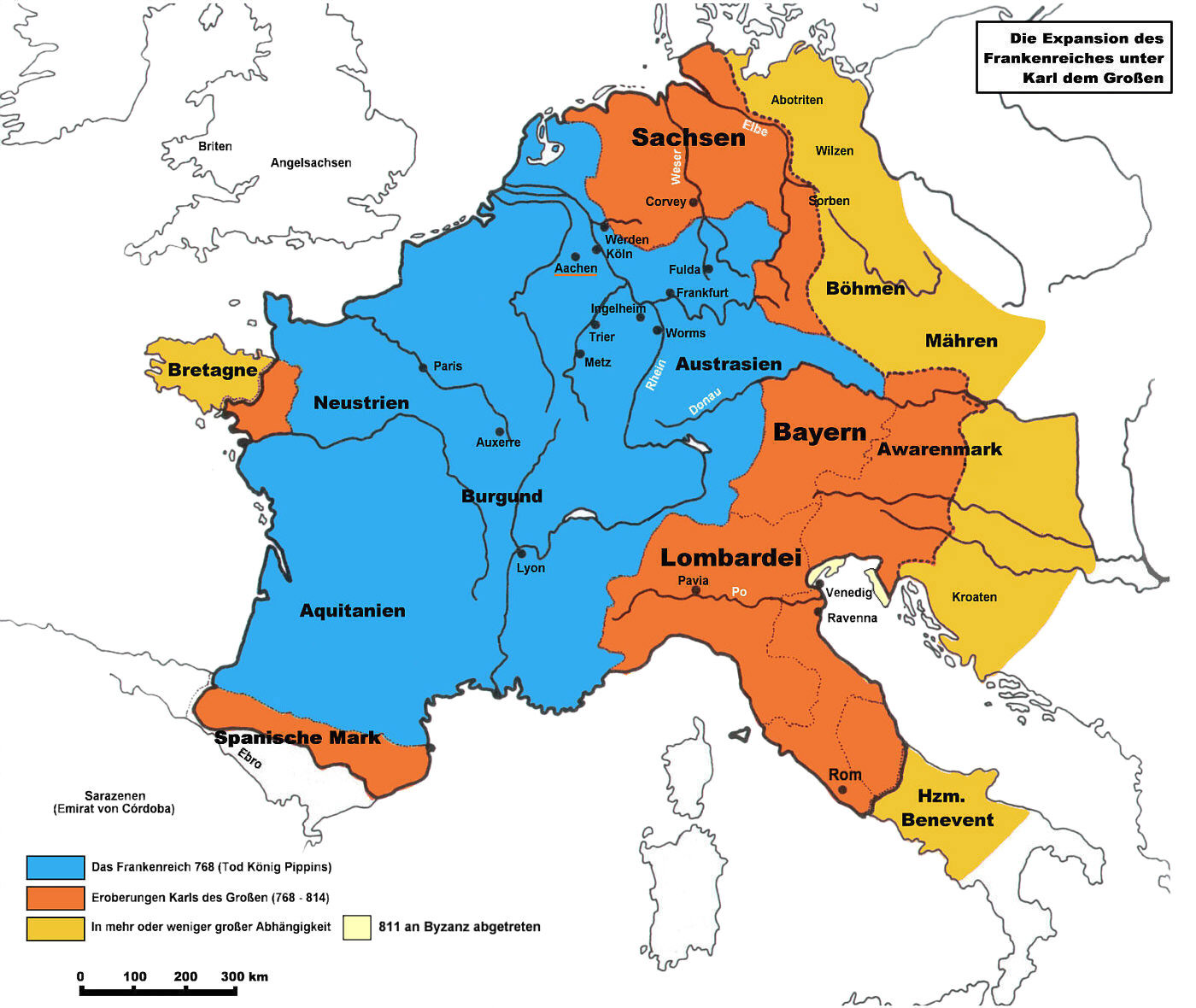
Oprukkend Frankenrijk van Karel de Grote, eind 8e eeuw, begin 9e eeuw: blauw - oranje - geel

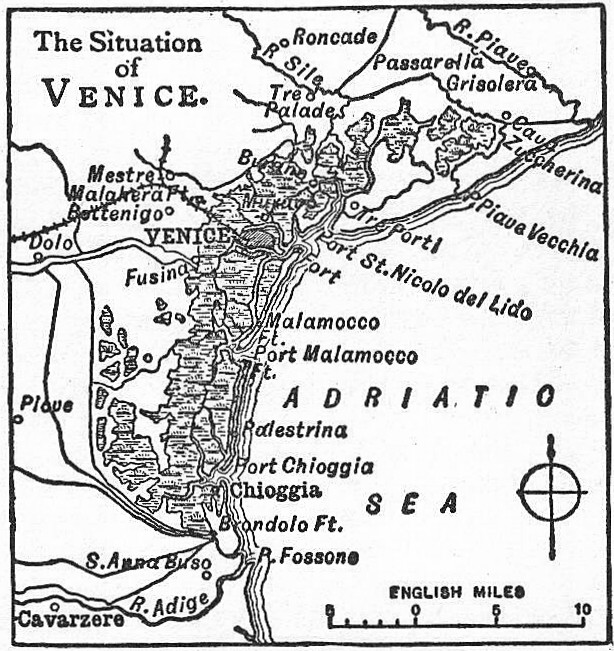
Situering van Malamocco voor de Lagune van Venetië

Obelerio (Veneto, tweede helft 8e eeuw – aldaar, circa 829), bijgenaamd degli Antenori (van de Antenori’s) of Antenoreo, was de 9e doge van de republiek Venetië (803 of 804 – 809), met toenmalige hoofdstad Malamocco op het Lido di Venezia. Obelerio was de speelbal tussen het oprukkende Frankische Rijk der Karolingers en het keizerrijk Byzantium dat weerwerk bood om haar kolonie Venetië te beschermen.

## Levensloop

### Volkstribuun
Eind 8e eeuw rukte het Frankische Rijk der Karolingers op met verovering van het koninkrijk der Longobarden, de Avarenmark en het latere Kroatië. Pepijn, een zoon van keizer Karel de Grote, was koning van Italië. Bij de Venetianen bestond er een grote fractie die Frankischgezind was. Deze fractie was stevig verankerd in Malamocco, de hoofdstad. Obelerio profileerde er zich als pro-Frankisch en was volkstribuun. De fractie die Byzantium steunde - waartoe Venetië formeel behoorde - verzamelde zich in de oude hoofdstad Eraclea. Nikephoros I, keizer van Byzantium, kwam tot een akkoord met keizer Karel de Grote in een vredesverdrag (803); Venetië en Dalmatië bleven onder Byzantijns bestuur.
De patriarch van Grado Giovanni was Frankisch- en Roomsgezind en was een doorn in het oog van doge Giovanni Galbaio. Dit paste niet in de politiek van de Byzantijnsgezinde doge. Galbaio en zijn zoon en mederegent Maurizio vermoordden de patriarch (802). De nieuwe patriarch Fortunato, een familielid van de voorgaande, reisde naar het Frankische Hof in Salzburg (803). Fortunato verwierf nog meer voorrechten en steun van de Karolingers dan ooit tevoren. Gewapende milities Venetianen uit beide kampen gingen elkaar regelmatig te lijf (803). Voor Obelerio en zijn fractie was het moment gekomen voor een staatsgreep. Zij verjoegen doge Galbaio van de troon. 

### Doge
Obelerio werd doge en zijn broer Beato mederegent (803 of 804). De republiek Venetië voerde voortaan een pro-Frankische koers. Obelerio organiseerde klopjachten in Eraclea om de Byzantijnsgezinden te onderdrukken. Patriarch Fortunato die nochtans tot de fractie van de doge behoorde, werd ook militair gecontroleerd op al zijn verplaatsingen. Obelerio en Beato reisden naar het Frankische Hof in Thionville (805). De betrekkingen tussen keizer en doge werden plechtig geregeld in een oorkonde genoemd Ordinatio de ducibus et populis tam Venetiae quam Dalmatiae. Dit betekende dat de doge een Frankische vorst werd.
Voor keizer Nikephoros I was dit genoeg om oorlog te voeren tegen de Franken. In 806 voer admiraal Nicetas met Byzantijnse vloot naar Dalmatië en tot voor de Lagune van Venetië. Dalmatië konden ze veroveren doch ze aarzelden nog voor Venetië. Patriarch Fortunato sloeg op de vlucht en zocht bescherming bij de Karolingers. Obelerio en Beato gaven Venetië over aan admiraal Nicetas zonder te vechten. Obelerio mocht de Byzantijnse titel van spatarius dragen, zodat Venetië terugkeerde in de Byzantijnse sfeer. Doge Obelerio gedroeg zich voortaan als een Byzantijnse gouverneur.
Een jaar later (807) had admiraal Nicetas een akkoord gesloten met Pepijn, de Karolingische koning van Italië. Nicetas keerde naar Constantinopel terug met enkele gijzelaars: het waren Frankisch-gezinde patriciërs maar ook doge Obelerio. Obelerio keerde hetzelfde jaar nog terug naar Malamacco. Het akkoord van 807 werd verbroken door de Byzantijnse inval in 809; een vloot onder leiding van Paulus, hertog van Kefalonia, voer in de Lagune van Venetië. Door het wispelturig gedrag van doge Obelerio lukte het niet voor diplomaten van beide kampen om tot een bestand te komen. Voor koning Pepijn van Italië was de maat vol. Zijn leger viel binnen op Venetiaans grondgebied en naderde dicht tot bij Malamocco, hoofdstad der Venetianen (809). Finaal trok Pepijn zich terug en liet Venetië in handen van de Byzantijnen, van wie de vloot gevaarlijk dicht bij Malamocco opdook. Obelerio slaagde er maar niet in voor het ene of andere kamp te kiezen. Het bestuur van Obelerio en Beato stortte in door een volksopstand (809). 

### Balling
Obelerio wou zich verschuilen bij de Franken doch de Franken leverden hem uit aan de Byzantijnen. Voor Obelerio begon een ballingschap in Constantinopel die twintig jaar zou duren, tot circa 829. Zijn broer Beato werd verbannen naar Zadar, een Dalmatische stad onder Byzantijns bestuur; Beato stierf er circa 810. De nieuwe doge Angelo Partecipazio van het Huis Partecipazio verplaatste de hoofdstad van Malamocco naar wat later aan de Rialtobrug de Venetiaanse wijken San Marco en San Polo werden. De politieke rol van Malamocco was uitgespeeld; enkel de haven was nog van betekenis.
Na twintig jaar ballingschap keerde Obelerio naar Venetië terug, meer bepaald naar Malamocco waar hij oude relaties opzocht (829). Hij kon een militie op de been brengen die doge Giustiniano Partecipazio ten val moest brengen. De doge reageerde met harde hand. De militie van Obelerio werd verdreven en het hoofd van Obelerio werd afgehakt. Zijn hoofd stond op een paal in de grensplaats Mestre, waar de grens lag tussen Venetië en Frankisch Italië. De stad Malamocco werd tot op de grond afgebrand, als waarschuwing tegen elke potentiële opstand tegen het Huis Partecipazio.